# La Palma, Badiraguato
La Palma är en ort i Mexiko.   Den ligger i kommunen Badiraguato och delstaten Sinaloa, i den västra delen av landet, 1 100 km nordväst om huvudstaden Mexico City. La Palma ligger 930 meter över havet och antalet invånare är 101.
Terrängen runt La Palma är bergig österut, men västerut är den kuperad. Runt La Palma är det mycket glesbefolkat, med 6 invånare per kvadratkilometer. Närmaste större samhälle är Mesa del Durazno, 19,5 km öster om La Palma. I omgivningarna runt La Palma växer huvudsakligen savannskog.